# Steve Myer
Steve Paul Myer (Covina, 17 luglio 1954) è un ex giocatore di football americano statunitense che ha giocato nel ruolo di quarterback per tutta la carriera con i Seattle Seahawks della National Football League (NFL). Fu scelto nel corso del quarto giro (93º assoluto) del Draft NFL 1976 dai Seahawks. Al college ha giocato a football all’Università del New Mexico.

## Carriera professionistica
Myer fu scelto nel corso del quarto giro del Draft 1976 dalla neonata franchigia dei Seattle Seahawks. Nella sua stagione da rookie non scese mai in campo, rimanendo la riserva del titolare Jim Zorn. Nelle tre stagioni successive disputò un totale di 12 partite passando 6 touchdown a fronte di 14 intercetti. Si ritirò dopo la stagione 1979.

## Statistiche
| Partite totali | 12   |
| Yard passate   | 851  |
| Touchdown      | 6    |
| Intercetti     | 14   |
| Passer rating  | 43,5 |